# 열 방정식

열 방정식의 해. 시간에 따라 열이 전도되면서 온도 분포가 점차 균일해지는 것을 볼 수 있다.

물리학과 수학에서 열 방정식(熱方程式, heat equation)은 열 따위의 성질이 시간에 따라 전도되는 과정을 나타내는 2차 편미분 방정식이다. 열 방정식의 해는 때때로 열량 함수(caloric functions)로 알려져 있다. 열 방정식 이론은 열과 같은 양이 주어진 영역을 통해 확산되는 방식을 모델링할 목적으로 1822년 조제프 푸리에에 의해 처음 개발되었다.
열 뿐만 아니라 기체의 분산이나 브라운 운동, 금융학의 블랙-숄즈 방정식(Black–Scholes equation)을 다룰 때도 쓰인다.

## 정의
{\displaystyle n}차원 유클리드 공간에서 실함수 {\displaystyle u(t,\mathbf {x} )\colon \mathbb {R} \times \mathbb {R} ^{n}\to \mathbb {R} }가 온도 분포를 나타낸다고 하자. 만약 열이 열전도율 {\displaystyle D}를 따라 전도된다면 {\displaystyle u}는 다음과 같은 2차 편미분 방정식을 만족한다.
{\displaystyle {\dot {u}}=D\nabla ^{2}u}
여기서 {\displaystyle \nabla ^{2}}는 {\displaystyle n}차원 공간에서의 라플라스 연산자다. 이 편미분 방정식을 열 방정식이라고 한다.
보다 일반적으로, {\displaystyle n}차원 리만 다양체 위에서의 열 방정식을 정의할 수 있다. 이 때는 {\displaystyle \nabla ^{2}}는 라플라스-벨트라미 연산자가 된다.

## 그린 함수
열 방정식은 그린 함수를 통해 풀 수 있다. 열 방정식의 그린 함수는 열핵(熱核, 영어: heat kernel)이라고 불리며, 다음과 같다.
{\displaystyle G(t,\mathbf {x} )={\frac {1}{(4\pi Dt)^{n/2}}}\exp(-\mathbf {x} ^{2}/4kt)}.
이 함수는 다음과 같은 성질을 만족한다.
{\displaystyle G(0,\mathbf {x} )=\delta ^{(n)}(\mathbf {x} )}
{\displaystyle {\dot {G}}=D\nabla ^{2}G}.
여기서 {\displaystyle \delta ^{(n)}}은 {\displaystyle n}차원 디랙 델타 함수다. 따라서 그린 함수를 사용하여 열 방정식의 초기 조건 문제를 풀 수 있다.

## 같이 보기
- 열확산도
- 푸리에의 법칙